# 范峰
范峰（1971年1月—），男，汉族，安徽安庆人，中华人民共和国政治人物，2016年度“长江学者奖励计划”特聘教授。现任哈尔滨工业大学副校长，教授，博士生导师，黑龙江省知联会会长。第十四届全国政协委员。